# آنجپی
آنجپی (به لاتین: Anjepy) یک منطقهٔ مسکونی در ماداگاسکار است که در مانجاکاندریانا واقع شده‌است. آنجپی ۶٬۰۰۰ نفر جمعیت دارد و ۱٬۵۰۴ متر بالاتر از سطح دریا واقع شده‌است.